# مولگراموستیم
مولگراموستیم (به انگلیسی: Molgramostim)
رده درمانی: درمان نوتروپنی .
اشکال دارویی: آمپول

## موارد مصرف
این دارو برای درمان یا پیشگیری از نوتروپنی در بیمارانی که داروهای شیمی درمانی تضعیف کننده مغز استخوان دریافت می‌کنند و جهت کاهش دوره نوتروپنی در بیمارانی که تحت عمل پیوند مغز استخوان هستند، مصرف می‌شود.

## مکانیسم اثر
این دارو یک فاکتور محرک خونسازی (GM-CSF) است که به روش نوترکیبی ساخته شده‌است. GM-CSF یک سایتوکین است که در بدن در پاسخ به التهاب ترشح شده و تولید گویچه‌های سفید را تحریک می‌کند.

## عوارض جانبی
درد عضلات، تب، لرز، دیسپنه، بثورات جلدی و اختلالات گوارشی